# Quatuor Duke
Le Quatuor Duke est un quatuor à cordes européen qui interprète de la musique contemporaine.
Le Quatuor Duke entretient des relations suivies avec des compositeurs comme Kevin Volans et Joby Talbot.
Le quatuor est aussi réputé dans le champ de la musique populaire ; il apparaît dans l'album Viva Hate de Morrissey. Il a aussi travaillé avec The Pretenders, Blur, Catatonia, Simple Minds et The Corrs.

## Membres
- Louisa Fuller (premier violon),
- Rick Koster (second violon),
- John Metcalfe (alto),
- Ivan McCready (violoncelle).